# Gendun Chokyi Nyima
Gendun Chokyi Nyima (comtat de Lhari, Tibet, 25 d'abril de 1989 - desaparegut el 17 de maig de 1995) és un monjo tibetà, pertanyent a l'escola Gelugpa del budisme tibetà. El 14 de maig de 1995, amb 6 anys, fou designat pel 14è Dalai Lama com l'11è Panchen-lama. Tres dies després, el 17 de maig, va ser segrestat pel govern xinès, després que el Consell d'Estat de la República Popular de la Xina fallés en els seus esforços per instaurar un substitut.
Per tal de desgastar la reencarnació del Dalai-lama, que tradicionalment és reconegut pel Panchen-lama, les autoritats xineses van triar un substitut, que s'utilitza com a eina política i religiosa. Gedhun Choekyi Nyima continua sent detingut a la força pel govern xinès, juntament amb la seva família, en un lloc no divulgat, des del 1995. El seu khenpo, Chadrel Rinpoche, i un altre monjo Gelugpa, Jampa Chungla, també van ser arrestats. Les Nacions Unides, nombrosos estats, organitzacions i particulars continuen demanant l'alliberament de l'11è Panchen Lama.

## Trajectòria
Gendun Chokyi Nyima va néixer el 25 d'abril de 1985 al comtat de Lhari, a la Regió Autònoma del Tibet, des d'on va ser segrestat sota l'autoritat de la República Popular de la Xina. Ha estat designat com el pres polític més jove del món. Des del seu reconeixement com a 11è Panchen-lama, continua sent detingut a la força pel govern xinès, juntament amb la seva família, i no ha estat vist en públic des del 17 de maig de 1995. Chadrel Rinpoche, el khenpo del Panchen-lama, també va ser arrestat.
En resposta a la creixent pressió internacional de les Nacions Unides, diferents Estats i, des de 2020, 159 organitzacions independents de 18 països, el 19 de maig de 2020, el govern xinès va al·legar que Chokyi Nyima ara era «un graduat universitari amb una feina estable», però no va aportar proves que ho confirmessin.
El govern xinès continua rebutjant el seu alliberament i el de la seva família, així com la possibilitat de reunir-se amb observadors internacionals. El seu segrest i la contínua detenció forçosa es deuen als declarats esforços del govern xinès per a controlar la reencarnació dels lames i destruir així l'autèntic budisme tibetà.
Les accions xineses contra el nou Panchen-lama es van produir durant la persecució contra tibetans i budistes, mentre que la persecució de les comunitats monàstiques del Tibet s'ha intensificat des del 2008. El govern xinès també va intentar interferir en el reconeixement del 17è Karmapa de l'escola Kagyu del budisme tibetà.

## Parador
Des del seu segrest, es desconeix el seu parador. Funcionaris xinesos asseguren que el seu parador es manté en coneixement de la seva disposició per protegir-lo. Organitzacions de drets humans el van anomenar com «el pres polític més jove del món». Cap partit estranger ha estat autoritzat a visitar-lo.
El 28 de maig de 1996 el Comitè de Nacions Unides per als drets del nen va sol·licitar que se li expliqués el lloc on es trobava. L'agència de notícies xineses Xinhua va declinar la petició, responent que el noi tenia el risc de ser «segrestat per separatistes» i que «la seva seguretat havia estat amenaçada». El Comitè va sol·licitar una visita amb Gedhun Choekyi Nyima, recolzat per una campanya de més de 400 celebritats i associacions que van sol·licitar la visita, inclosos sis premis Nobel. Segons les declaracions del govern xinès del 1998, aleshores portava una vida normal.
El maig de 2007, Asma Jahangir, relator especial sobre llibertat de religió o creença del Consell de Drets Humans de les Nacions Unides, va demanar a les autoritats xineses quines mesures havien pres per implementar la recomanació del Comitè de les Nacions Unides sobre els drets del nen, que el govern hauria de permetre a un expert independent visitar i confirmar el benestar del noi respectant el seu dret a la intimitat i el dels seus pares. En una resposta datada el 17 de juliol de 2007, les autoritats xineses van dir: «Gedhun Choekyi Nyima és un noi tibetà perfectament normal, en un estat de salut excel·lent, que porta una vida normal, feliç i que rep una bona educació i educació cultural. Actualment es troba a l'escola secundària superior, mesura 165 cm d'alçada i és de fàcil tracte per naturalesa. Estudia dur i els seus resultats escolars són molt bons. Li agrada la cultura tradicional xinesa i recentment ha après cal·ligrafia. Els seus pares són empleats de l'Estat i els seus germans ja treballen o estudien a la universitat. L'al·legació que va desaparèixer juntament amb els seus pares i que el seu parador es desconeix, simplement, no és certa». Aquesta resposta no va respondre a la pregunta sobre la possibilitat d'organitzar una visita d'un independent.
El 2015, en el vintè aniversari de la seva desaparició, funcionaris xinesos van anunciar: «El nen reencarnat Panche-lama que esmenteu està educat, viu una vida normal, creix sanament i no vol ser molestat».
L'abril de 2018, el Dalai-lama va declarar que sabia, d'una «font fiable», que el Panchen-lama que havia triat, Gedhun Choekyi Nyima, estava viu i estava rebent una educació normal. Va dir que esperava que el Panchen-lama designat pel Govern xinès, Gyaincain Norbu, estudiés bé sota la tutela d'un bon professor. Dins de les tradicions budistes tibetanes, hi va haver casos de lames reencarnats amb més d'una manifestació. Cal reconèixer també cadascuna d'aquestes manifestacions. En el moment de les declaracions cap observador independent havia tingut contacte amb Gedhun Choekyi Nyima des de la seva desaparició forçada el 17 de maig de 1995, situació que encara es manté a data de 2020.